# 3418 Izvekov
3418 Izvekov (1973 QZ1) là một tiểu hành tinh vành đai chính được phát hiện ngày 31 tháng 8 năm 1973 bởi T. Smirnova ở Nauchnyj.